# 巴薩山脈

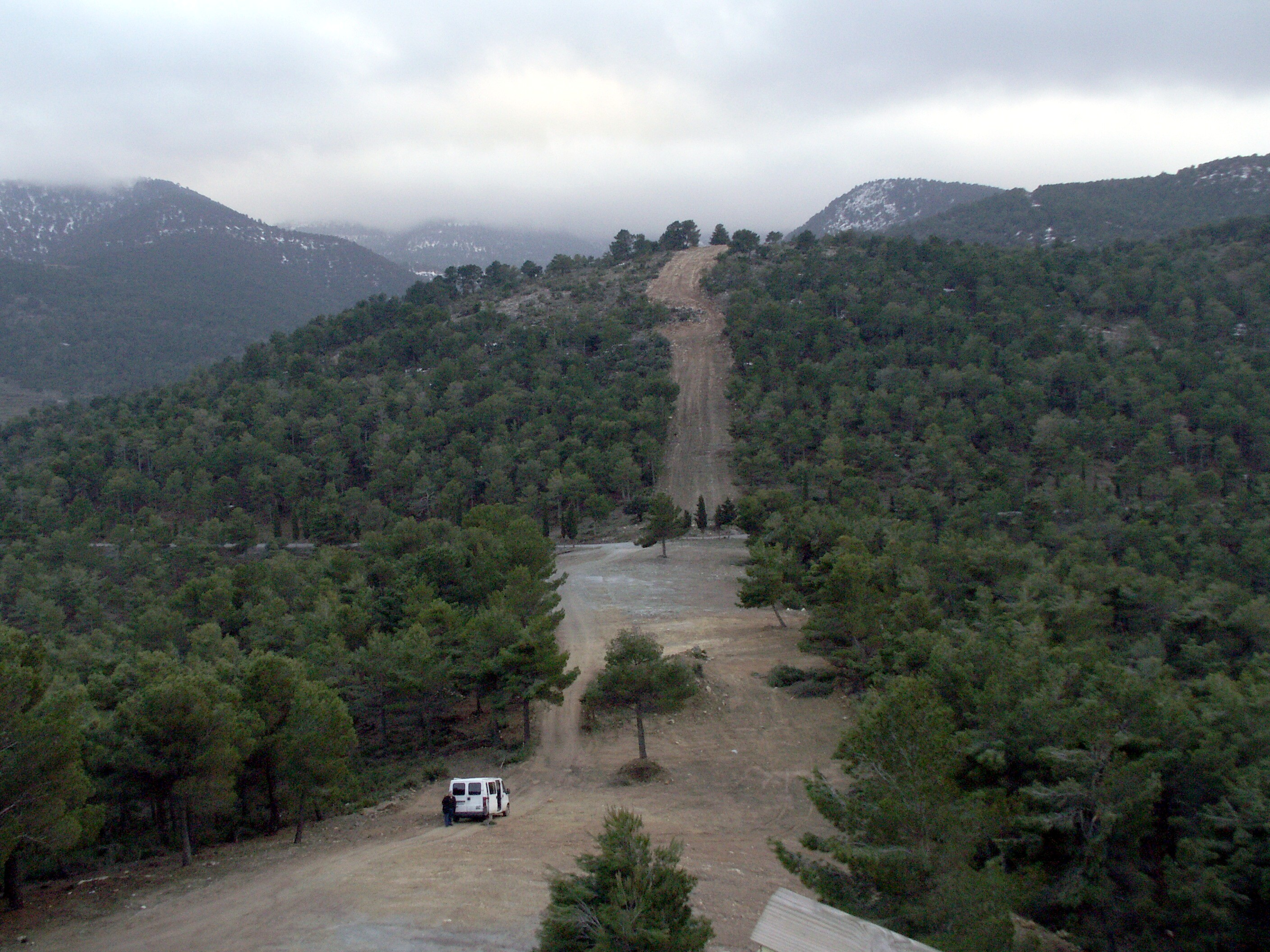

37°23′00″N 02°50′36″W / 37.38333°N 2.84333°W
巴薩山脈（西班牙語：Sierra de Baza），是西班牙的山脈，位於格拉納達省，處於內華達山脈、卡索爾拉山脈和塞古拉山脈之間，屬於佩尼貝蒂科山脈的一部分，最高點海拔高度2,269米。